# عنتر بن شداد (مسرحية)
مسرحية عنتر بن شداد، هي مسرحية أطفال كويتية هادفة من إنتاج  فرقة المسرح الشعبي عام 1987.

## طاقم العمل
- الممثلين:
  - إبراهيم الحربي
  - استقلال أحمد
  - أحمد الصالح
  - سمير القلاف
  - أحمد جوهر
  - حسين المفيدي
  - سالم العطوان
  - نسيمة طعمة
  - بلال الشامي

- تأليف:
  - السيد حافظ